# District 97
District 97 je američki bend progresivne rok orijentacije formiran u Čikagu 2006. godine.

## Istorija
Probitna postava benda formiranog tokom jeseni 2006. sastojala se od Jonathan Schang-a na bubnjevima, Patrick Mulcahy-a na bas gitari i Sam Krahn-a na gitari. Sa instrumentalnog roka prelaze na sadašnju žanrovsku odrednicu kada im se pridružuje Lesley Hunt, finalista šou programa "Američki idol". Nedugo zatim pridružuju im se čelistkinja Katinka Kleijn, kao i gitarista Jim Tashjian koji zamenjuje Krahn-a.
Bend se publici prvi put predstavio zvaničnim albumom "Hybrid Child" nakon potpisivanja ugovora sa izdavačem "Laser Edge Records" tokom maja 2010. godine.
Ova grupa sjajnih izvođača biva "pojačana" u susret drugom albumu "Trouble With Machines" veteranom progresivne rok scene John Wetton-om, poznatom po radu u grupama imena "King Crimson", "Asia" i "UK (bend)". Osim vokalnih deonica na samom albumu, John se pridružio bendu tokom njihove severnoameričke i evropske turneje. Kao potvrdu uspeha, bend izdaje "živo" izdanje imena "One More Red Night" 2014. godine kao omaž uspešnim nastupima tokom turneje sa ovim uspešnim vokalistom, usput obrađujući neke od numera "King Crimson"-a
Bend dugo očekivani treći studijski album izdaje 23. juna 2015. Turneja održana naredne godine rezultat je uspešne kampanje prikupljanja sredstava putem sajta "Kickstarter".

## Diskografija

### Studijski albumi
- Hybrid Child (2010)
- Trouble With Machines (2012)
- In Vaults (2015)

### Živi albumi
- Live at CalProg (2010)
- One More Red Night: Live in Chicago (2014) (sa Đžon Vetonom)

## Spoljašnje veze
Zvanični veb-sajt